# کری (تنگستان)
بندر کَرّی، روستایی است از توابع بخش دلوار در شهرستان تنگستان استان بوشهر ایران.
روستای کرّی (Karri) در دهستان بوالخیر و بین دو روستای سالم آباد در شمال و کلات در جنوب قرار گرفته است، و در شرق آن دنباله کوههای زاگرس و در غرب آن خلیج فارس قرار دارند. ساحل این روستا به دلیل تورفتگی زیاد آب در آن خلیج کوچکی درست شده که به خلیج کرّی (Karri bay) معروف است. از مشخصه های اصلی آن فانوس دریایی بزرگی است که بیش از 35 سال پیش جهت راهنمایی دریانوردان نصب شده است.
شغل اکثر مردم، ماهیگیری و خرید و فروش ماهی است ولی در کنار آن به تجارت از طریق سفر با لنجهای تجاری به کشورهای حوزه خلیج فارس نیز می توان اشاره کرد. به تازگی (سال 1390) در این روستا اسکله صیادی احداث شده که باعث بالا بردن ایمنی ماهیگیران و قایق هایشان شده است. 
این روستا دارای یک باب مدرسه دبستان (شهید مقاتلی) و دو مدرسه راهنمایی پسرانه (امام علی) و دخترانه (حدیث) می باشد که ساختمان هر دو مدرسه راهنمایی توسط دو خیّر ساخته شده است.

## جمعیت
این روستا در دهستان بوالخیر قرار دارد و بر اساس سرشماری سال ۱۳۸۵ جمعیت آن ۶۴۱نفر (۱۵۳خانوار) بوده‌است.